# Соколов, Григорий Семёнович
Григорий Семёнович Соколов (1899—1952) — советский военнослужащий, красноармеец. Участник Великой Отечественной войны. Герой Советского Союза.

## Биография
Родился 20 сентября 1899 года в селе Пены Обоянского уезда Курской губернии (ныне Беловского района Курской области) в крестьянской семье. Русский. Образование начальное. До призыва в армию работал в колхозе.
В Рабоче-крестьянской Красной Армии с февраля 1943 года.
Стрелок 29-го стрелкового полка (38-я стрелковая дивизия, 40-я армия, Воронежский фронт) красноармеец Соколов в ночь на 23 сентября 1943 года в числе первых преодолел Днепр в районе села Григоровка (Каневский район Черкасской области). В бою за важную высоту в рукопашной схватке лично уничтожил 8 вражеских солдат. Расширяя в составе штурмовой группы захваченный плацдарм на правом берегу, истребил несколько десятков солдат противника и захватил станковый пулемёт.
Указом Президиума Верховного Совета СССР «О присвоении звания Героя Советского Союза генералам, офицерскому, сержантскому и рядовому составу Красной Армии» от 10 января 1944 года за «образцовое выполнение боевых заданий командования на фронте борьбы с немецко-фашистскими захватчиками и проявленные при этом отвагу и геройство» удостоен звания Героя Советского Союза с вручением ордена Ленина и медали «Золотая Звезда».
День победы над Германией встретил в Чехословакии. Затем участвовал в советско-японской войне, по окончании которой был демобилизован. Жил в родном селе. Работал в колхозе.
Умер 10 мая 1952 года. Похоронен на мемориале павшим воинам в селе Пены.
Именем Героя названа Пенская средняя школа.